# Vier Imams
De Vier Imams is een naam die wordt gebruikt om de vier grondleggers van de grote rechtsscholen van de soennitische islam aan te duiden.
| Naam                | Geboorteplaats | Geboortejaar | Sterfplaats | Sterfjaar | School      | Opmerking                                   |
| ------------------- | -------------- | ------------ | ----------- | --------- | ----------- | ------------------------------------------- |
| Abu Hanifa          | Koefa          | 699          | Bagdad      | 767       | Hanafieten  | Zijn moedertaal was het Perzisch.           |
| Malik ibn Anas      | Medina         | 711          | Medina      | 795       | Malikieten  |                                             |
| Mohammed al-Shafi'i | Gaza           | 767          | Caïro       | 820       | Sjafieten   |                                             |
| Ahmad ibn Hanbal    | Bagdad         | 780          | Bagdad      | 855       | Hanbalieten | Verzette zich hevig tegen het moetazilisme. |